# 胸部外傷
胸部外傷（きょうぶがいしょう）とは、胸部において外傷を負った場合を言う。
多発外傷では胸部外傷の合併率が高く、大量出血や合併症、凝固異常により致死的な外傷となる。胸部外傷における緊急手術は主に開胸術で行われ、胸腔鏡下手術による治療も行われているが、胸腔内出血が多量である場合は術野の確保が難しく止血に時間がかかってしまうため適さない。
最も多い肋骨骨折では生命にかかわることはほとんどないが、肺損傷や胸郭損傷による呼吸障害、心臓損傷の処置は最緊急を要し、生命の危険が高い。気道確保と人工的補助呼吸療法の発達によって、呼吸障害による死亡は減少している。
心損傷や胸部大動脈損傷がある場合、緊急開心術や開胸術が行われることがある。心損傷、胸部大動脈損傷は鈍的損傷によるものが圧倒的に多い。心損傷は程度が軽ければ経過観察で済むが、重ければ緊急開心術となる。緊張性気胸であれば胸腔ドレナージを行う。
肋骨骨折のみでは保存的加療となることも少なくないが、気胸や血胸を伴う場合は胸腔ドレナージを必要とする。また、大量血胸などを認める場合には手術適応となる。